# Georg Prack
Georg Prack (* 4. September 1983 in Steyr) ist ein österreichischer Politiker (Grüne). Er war von Juni 2012 bis November 2015 Landessprecher der Wiener Grünen. Seit dem 24. November 2020 ist er Abgeordneter zum Wiener Landtag und Mitglied des Wiener Gemeinderates für die Grünen. Im Juni 2025 wurde er zum Klubobmann der Wiener Grünen gewählt. Seine politischen Arbeitsschwerpunkte sind Wohnen, Wohnbau und Stadterneuerung. Georg Prack ist neben seiner Abgeordnetentätigkeit im Bereich der Wiener Wohnungslosenhilfe tätig.

## Leben
Prack legte 2002 die Matura am Bundesrealgymnasium Steyr ab und begann 2003 ein Studium der Rechtswissenschaft an der Universität Wien (nicht abgeschlossen). Er studiert berufsbegleitend Sozialarbeit an der Fachhochschule St. Pölten und arbeitet seit 2008 in diversen Funktionen in der Wiener Wohnungslosenhilfe.

## Politisches Wirken
Seine politische Karriere begann er zwischen 1999 und 2001 als Mitglied des Vorstands der Sozialistischen Jugend in seiner Geburtsstadt Steyr. Er gehörte in der Folge jedoch 2001 zu den Mitbegründern der Grünalternativen Jugend Steyr und kandidierte bei der Gemeinderatswahl 2002 für die Grünen in Steyr. Er wirkte zwischen 2002 und 2003 als Landessprecher der Grünalternativen Jugend Oberösterreich und wechselte in der Folge nach Wien, wo er zwischen 2004 und 2006 Mitarbeiter der Grünalternativen Jugend Wien war. Zwischen 2007 und 2012 engagierte sich Prack als Mitglied im Erweiterten Bundesvorstand der Grünen, zwischen 2008 und 2012 war er zudem Stellvertretender Landessprecher der Wiener Grünen. Prack wurde am 17. Juni 2012 zum Landessprecher der Wiener Grünen gewählt und war maßgeblich an den der Landtagswahl 2015 folgenden Koalitionsverhandlungen zur Bildung der rot-grünen Landesregierung Häupl VI beteiligt. Am 14. November 2015 unterlag er bei der Landessprecher-Neuwahl Joachim Kovacs.
Zwischen 2016 und 2019 war Prack erneut Mitglieder des Landesvorstands der Wiener Grünen. Im Wahlkampf 2020 war er als strategischer Berater der Wiener Grünen tätig. Am 24. November 2020 wurde er Mitglied des Wiener Gemeinderats und Landtags. Seit dem 30. April 2022 gehört Prack außerdem dem Bundesvorstand der Grünen an. Seit Mai 2022 leitet Georg Prack die Themengruppe leistbares Wohnen der Wiener Grünen.
Anfang Juni 2025 wählten die Wiener Grünen vor Beginn der 22. Wahlperiode Georg Prack als Nachfolger von David Ellensohn zum Klubobmann.